# Rzęsistek jelitowy
Rzęsistek jelitowy (Trichomonas hominis) – gatunek wiciowca z rodzaju rzęsistków, pasożyt przewodu pokarmowego niektórych zwierząt (w tym człowieka), wywołuje w nim rzęsistkowicę. Jest gatunkiem kosmopolitycznym, występuje we wszystkich krajach świata, choć najliczniej w cieplejszych regionach.

## Morfologia
Trofozoit o długości (według różnych źródeł) 5–20 µm i szerokości 4–18 µm, zwykle o kształcie gruszkowatym, rzadziej owalnym lub okrągłym.
Jądro komórkowe jest owalne lub jajowate. Kinetosomy są skupione przed jądrem, wychodzi z nich 5 wici, z czego jedna (wić wolna) wychodzi na tylnym biegunie i tworzy błonę falującą, a pozostałe cztery to wici przednie. Cytostom zlokalizowany jest na boku, bliżej przedniego bieguna. Aksostyl zazwyczaj jest ukryty w cytoplazmie, czasami jednak może nieznacznie wystawać poza pelikulę. Jego główka (capitulum) jest częściowo otoczona peltą (podobnie jak u rzęsistka pochwowego).

## Biologia
Jego hydrogenosomy pełnią funkcję nieobecnego mitochondrium. Odżywia się na drodze pinocytozy (chociaż wytwarza pseudopodia rzadziej niż rzęsistek jelitowy i rzęsistek policzkowy). Jego wodniczki pokarmowe są przystosowane do trawienia m.in. erytrocytów. Spośród wszystkich rzęsistków występujących u człowieka ten gatunek jest najbardziej odporny na różne czynniki abiotyczne.

## Chorobotwórczość
Chorobowość (prewalencja) jest najwyższa w klimacie tropikalnym (20–32%), nieco niższa w klimacie śródziemnomorskim (5–26%). W Polsce wynosi około 1,5%. Rzęsistkowica przewodu pokarmowego występuje najczęściej u osób cierpiących na przewlekły nieżyt jelita grubego. Często towarzyszy jej zapalenie wyrostka robaczkowego oraz biegunka, choć zdarzają się także zakażenia bezobjawowe.
Gatunek ten nie tworzy cyst. Jego postacią inwazyjną jest trofozoit. Pasożyt rozprzestrzenia się drogą pokarmową, w związku z czym wrota zakażenia stanowi jama ustna. Niektóre źródła wskazują, że u pacjentów cierpiących na achlorhydrię mleko wykazuje działanie ochronne na trofozoity.
W leczeniu rzęsistkowicy wykorzystuje się nitroimidazole (metronidazol, tinidazol, ornidazol).